# اقتصاد المغرب (1666-1908)
اقتصاد المغرب أو اقتصاد المغرب خلال العهد الثاني بعد التوحيد هو الاقتصاد الذي كانت تنتظم وفقه الدولة العلوية في المغرب منذ القرن السابع عشر حتى بداية القرن العشرين، حين بدأ الاحتلال الفرنسي للمغرب.

## واضعو السياسة الاقتصادية للمغرب (1666-1908)
- المولى محمد بن عبد الله حكم المغرب حوالي 33 سنة من (1757 إلى 1790) عاش المغرب في عهده حالة من الاستقرار وتميز بنهج سياسة الانفتاح ومن بين صفاته العلم والفقه وحسن تسيير شؤون البلاد وتوحيدها ونشر الأمن في ربوعها.
- المولى سليمان حكم المغرب حوالي 30 سنة من (1792 إلى 1822) وشد المغرب في عهده حالة من الاستقرار ومن صفاته العلم والعدل ونشر الأمن والرخاء.

## المفهوم
توجه سياسي اتبعه سيدي محمد بن عبد الله مند سنة 1768 تمتل في انفتاح المغرب على أوروبا بإقامة علاقات تجارية وسياسية معها.

## أسبابه
تعويض التجارة الصحراوية المنهارة بالتجارة بحرية الحصول على مداخيل جديدة لدولة.

## مظاهرها
- تشجيع الصادرات والواردات من وإلى أوروبا.
- تشيد الموانئ (الصويرة) وإصلاح وتحرير وتحصين باقي الموانئ.
- تشجيع علاقات المغاربة على ركوب البحر على تدريبهم بحارة أجانبة.
- ربط علاقات تجارية وإبرام معاهدات مع الكتير من الدول الأروبية.

## المصدر
- رقم مصادقة وزارة التربية الوطنية-المملكة المغربية: 304 221 06 بتاريخ 14يناير2018.